# استئوپونتین
اُستئوپونتین (انگلیسی: Osteopontin) که با نام‌های سیالوپروتئین ۱ استخوان (BSP-1 یا BNSP) و فسفوپروتئین مترشحهٔ ۱(SPP1) و فعال‌کنندهٔ زودهنگام لنفوسیت‌های تی (ETA-1) هم شناخته می‌شود، یک پروتئین است که در انسان توسط ژن «SPP1» کدگذاری می‌شود. این مولکول گلیکوپروتئینی، نخستین بار در سال ۱۹۸۶ میلادی در استئوبلاست‌ها کشف شد.
اُستئوپونتین یک پروتئین ماتریکس برون‌یاخته‌ای استخوان است و یکی از ترکیبات آلی آن محسوب می‌شود. علاوه بر استخوان، این ماده در بافت‌های دیگر بدن هم بیان می‌شود. ژن سازندهٔ این پروتئین، ۷ اگزون دارد و بر روی بازوی بلند کروموزوم ۴ واقع شده‌است.
اُستئوپونتین از حدود ۳۰۰ اسید آمینه و ۳۰ کربوهیدرات و ۱۰ سیالیک اسید تشکیل شده و خاصیت اسیدی دارد: حدود ۳۰ تا ۳۶٪ آنرا اسیدهای آمینهٔ اسید گلوتامیک و اسید آسپارتیک تشکیل می‌دهد.
این پروتئین در معدنی‌سازی استخوان‌ها، بازتنیدگی استخوان‌ها (Bone remodeling)، برخی فرایندهای دستگاه ایمنی بدن (همچون کموتاکسی ماکروفاژ، تولید اینترلوکین ۱۷ و تنظیم آپوپتوز)، پاتوژنز برخی بیماری‌ها همچون روماتیسم مفصلی، هپاتیت خودایمنی، ام‌اس، بیماری التهابی روده، آسم و بیماری‌های آلرژیک ریه، بیماری‌های اسکلتی-عضلانی نظیر دیستروفی ماهیچه‌ای دوشن، پوکی استخوان لگن با دلیل ناشناخته و تعداد فراوانی از سرطان‌ها دخالت دارد.

## بیشتر بخوانید
- Fujisawa R (2002). "[Recent advances in research on bone matrix proteins]". Nippon Rinsho. 60. Suppl 3: 72–8. PMID 11979972.
- Denhardt DT, Mistretta D, Chambers AF, Krishna S, Porter JF, Raghuram S, Rittling SR (2003). "Transcriptional regulation of osteopontin and the metastatic phenotype: evidence for a Ras-activated enhancer in the human OPN promoter". Clin. Exp. Metastasis. 20 (1): 77–84. doi:10.1023/A:1022550721404. PMID 12650610.
- Yeatman TJ, Chambers AF (2003). "Osteopontin and colon cancer progression". Clin. Exp. Metastasis. 20 (1): 85–90. doi:10.1023/A:1022502805474. PMID 12650611.
- O'Regan A (2004). "The role of osteopontin in lung disease". Cytokine Growth Factor Rev. 14 (6): 479–88. doi:10.1016/S1359-6101(03)00055-8. PMID 14563350.
- Wai PY, Kuo PC (2004). "The role of Osteopontin in tumor metastasis". J. Surg. Res. 121 (2): 228–41. doi:10.1016/j.jss.2004.03.028. PMID 15501463.
- Konno S, Hizawa N, Nishimura M, Huang SK (2007). "Osteopontin: a potential biomarker for successful bee venom immunotherapy and a potential molecule for inhibiting IgE-mediated allergic responses". Allergology International. 55 (4): 355–9. doi:10.2332/allergolint.55.355. PMID 17130676.
- Rodrigues LR, Teixeira JA, Schmitt FL, Paulsson M, Lindmark-Mänsson H (2007). "The role of osteopontin in tumor progression and metastasis in breast cancer". Cancer Epidemiol. Biomarkers Prev. 16 (6): 1087–97. doi:10.1158/1055-9965.EPI-06-1008. PMID 17548669.
- Ramaiah SK, Rittling S (2007). "Role of osteopontin in regulating hepatic inflammatory responses and toxic liver injury". Expert opinion on drug metabolism & toxicology. 3 (4): 519–26. doi:10.1517/17425225.3.4.519. PMID 17696803.